# Càrrega glucèmica
La càrrega glucèmica (CG) d'un aliment és una mesura que permet calcular la quantitat de menjar necessària per elevar el nivell de glucosa en sang d'una persona després d'un àpat. Una unitat de CG s'aproxima a l'efecte de consumir un gram de glucosa. La CG té en compte la quantitat (o fracció) de carbohidrats que es troba en els aliments, ja que és la quantitat de carbohidrats la que augmentarà els nivells de glucosa a la sang segons l'índex glucèmic (IG).
Per exemple, la síndria té un índex glicèmic alt, però una porció típica no conté molts carbohidrats, de manera que la càrrega glicèmica de la porció de la síndria és baixa. Mentre l'IG es defineix per a cada tipus d'aliment, la CG es pot calcular per a qualsevol mida d'una ració en un àpat, d'un àpat complet, o dels els menjars d'un dia sencer.
La CG d'una porció d'aliment pot ser calculada com el seu contingut de carbohidrats mesurat en grams (g), multiplicat per l'IG del menjar, i es divideix per 100. Per exemple, la síndria té un IG de 72 (que és alt). Una porció de 100 g de síndria té 5 g de carbohidrats disponibles (ja que conté una gran quantitat d'aigua), el que fa el càlcul de la CG: 5 x 72/100 = 3,6. Un aliment amb un IG de 100 i 10 g de carbohidrats disponibles té una CG de 10 (10 x 100/100 = 10), mentre que un aliment amb 100 g de carbohidrats i un IG de 10 també té un CG de 10 (100 x 10/100 = 10).
Per a una porció d'un aliment, un CG superior a 20 es considera alta, una CG d'11 a 19 es considera mitjana, i una CG de 10 o menys es considera baixa.
Un estudi de 2007 ha posat en dubte el valor de la utilització de la càrrega glucèmica com a base per als programes de pèrdua de pes. Das et al. van dur a terme un estudi sobre 36 adults amb sobrepès, sanes, utilitzant una prova a l'atzar per mesurar l'eficàcia de dues dietes, una amb una CG alta i l'altra amb una CG baixa. L'estudi va concloure que no hi havia diferència estadísticament significativa entre els resultats de les dues dietes.
La CG sembla beneficiosa en els programes dietètics dirigits a la síndrome metabòlica, resistència a la insulina, i la pèrdua de pes; alguns estudis han mostrat que provocar pics en els nivells de sucre en sang i, per tant, de la insulina (per tal de disminuir el pic) poden donar lloc a un augment de risc de diabetis. El Shanghai Women's Health Study va arribar a la conclusió que les dones amb dietes que tenien un IG elevat tenien un 21% més de probabilitats de desenvolupar diabetis tipus 2 que les dones amb dietes amb un IG més baix. Resultats similars van ser publicats en el Black Women's Health Study. Un programa de dieta que gestiona la CG pretén evitar els pics sostinguts de sucre en sang i pot ajudar a evitar l'aparició de la diabetis tipus 2. Per als diabètics, la càrrega glucèmica és una eina molt recomanable per al control del sucre a la sang.
L'IG va ser inventat el 1981 per Thomas Wolever i David Jenkins de la Universitat de Toronto i és una mesura de què tan ràpid un aliment que conté 25 o 50 grams de carbohidrats eleva els nivells de glucosa en sang. Com que alguns aliments solen tenir un baix contingut de carbohidrats, els investigadors de Harvard van crear la CG, que té en compte la quantitat de carbohidrats en una porció determinada d'un aliment i, per tant, proporcionaria una mesura més útil.